# Corey Williams
Corey Williams (Twiggs, Georgia, 24 de abril de 1970) es un exjugador y actual entrenador de baloncesto estadounidense que disputó dos temporadas en la NBA, además de jugar en la CBA y en Taiwán. Con 1,88 metros de estatura, lo hacía en la posición de escolta. Fue asistente en el equipo de la División I de la NCAA de los Florida State Seminoles (2007-2013).

## Trayectoria deportiva

### Universidad
Jugó durante dos temporadas con los Oklahoma State Cowboys de la Universidad Estatal de Oklahoma, en las que promedió 10,3 puntos, 3,2 rebotes y 2,7 asistencias por partido.

### Profesional
Fue elegido en la trigésimo tercera posición del Draft de la NBA de 1992 por Chicago Bulls, y también en el puesto 325 del Draft de la NFL de ese mismo año por los Kansas City Chiefs, a pesar de que no había vuelto a jugar al fútbol americano desde su etapa del instituto. Fichó por los Bulls, donde jugó una temporada, siendo cortado antes de los playoffs, lo que le impidió ganar el anillo de Campeón de la NBA. Promedió 2,3 puntos en 35 partidos.
Al año siguiente fichó por los Oklahoma City Cavalry de la CBA, firmando a mitad de temporada un contrato por diez días con los Minnesota Timberwolves, donde únicamente jugó 4 partidos en los que promedió 2,8 puntos y 1,5 rebotes.
Al año siguiente fichó por los Grand Rapids Mackers, acabando su carrera disputando 3 temporadas en la liga de Taiwán.

### Entrenador
Tras terminas su carrera como jugador, regresó a su alma mater para ejercer como entrenador asistente de los Cowboys. Posteriormente ocupó ese mismo puesto en los Oral Roberts Golden Eagles, entre 1999 y 2007, para fichar ese año por los Florida State Seminoles, donde entrena en la actualidad.

## Estadísticas de su carrera en la NBA

### Temporada regular
| Temporada | Edad | Equipo                 | Liga | P  | TIT | MIN  | TC  | TCA | %TC  | 3P  | 3PA | %3P  | TL  | TLA | %TL   | R.OF. | R.DEF. | REB | ASIS | ROB | TAP | PER | FP  | PTS |
| 1992-93   | 22   | Chicago Bulls          | NBA  | 35 | 0   | 6.9  | 0.9 | 2.4 | .365 | 0.0 | 0.1 | .333 | 0.5 | 0.6 | .818  | 0.5   | 0.3    | 0.9 | 0.7  | 0.1 | 0.1 | 0.3 | 0.7 | 2.3 |
| 1993-94   | 23   | Minnesota Timberwolves | NBA  | 4  | 0   | 11.5 | 1.3 | 3.3 | .385 | 0.0 | 0.3 | .000 | 0.3 | 0.3 | 1.000 | 0.3   | 1.3    | 1.5 | 1.5  | 0.5 | 0.0 | 0.5 | 1.5 | 2.8 |
| Total     |      |                        | NBA  | 39 | 0   | 7.4  | 0.9 | 2.5 | .367 | 0.0 | 0.1 | .250 | 0.5 | 0.6 | .826  | 0.5   | 0.4    | 0.9 | 0.7  | 0.2 | 0.1 | 0.3 | 0.8 | 2.4 |